# Erik Condra
Erik Paul Condra, född 6 augusti 1986, är en amerikansk före detta professionell ishockeyspelare.
Han har tidigare spelat på NHL-nivå för Dallas Stars , Tampa Bay Lightning och Ottawa Senators, och på lägre nivåer för Colorado Eagles, Texas Stars, Syracuse Crunch och Binghamton Senators i AHL, University of Notre Dame i NCAA, Lincoln Stars i USHL och Texarkana Bandits i NAHL.
Condra draftades i sjunde rundan i 2006 års draft av Ottawa Senators som 211:e spelare totalt.
Den 1 juli 2018 skrev han på ett ettårskontrakt värt 700 000 dollar med Dallas Stars.

## Privatliv
Erik Condra är kusin till ishockeyspelaren Anders Bjork som spelar för Buffalo Sabres i NHL.